# Östra Blekinge Järnväg

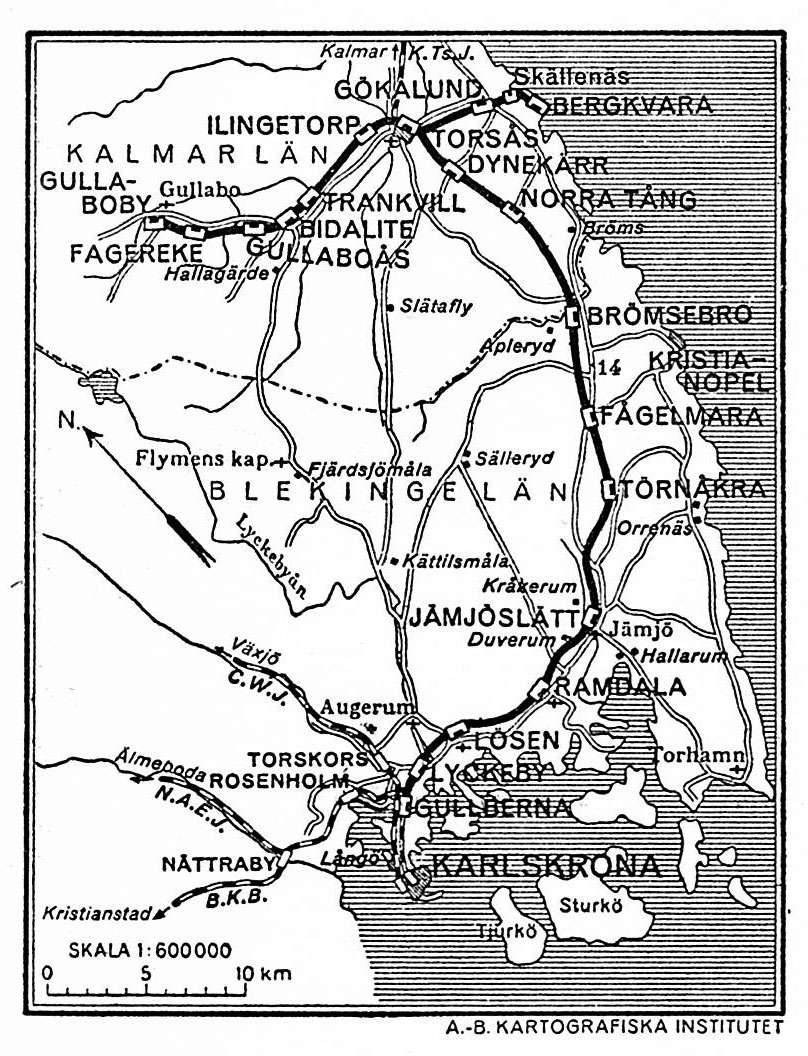
ÖBlJ. Karta 1926.

Östra Blekinge Järnväg, ÖBlJ, var en 1067 mm smalspårig järnväg mellan Gullberna i Blekinge län och Torsås i Kalmar län med bibanor från Torsås till Bergkvara och Gullaboby.

## Historia
Diskussioner om en järnväg mellan Kalmar och Karlskrona började i mitten på 1880-talet efter att 
Mellersta Blekinge Järnväg (MBlJ) hade påbörjats. Torsås var tidigt en ort som ingick i järnvägsplanerna men intressenterna från Blekinge län och Kalmar län kom inte överens om spårvidden och bolagsbildning. Intressenterna i Blekinge begärde 1895 koncession för en järnväg med 1067 mm spårvidd från Gullberna till Torsås som beviljades 1896. Östra Blekinge Järnvägsaktiebolag bildades den 31 augusti 1896 och Karlskrona stad hade tecknat aktier för 100 000 kr av totalt 900 000 kr. Byggandet av banan startade 1896 och den öppnade för allmän trafik den 19 januari 1899. Mellan Gullberna och Karlskrona norra användes spåret för (MBlJ). Den bokförda byggkostnaden var 1920 2,1 miljoner kronor.
Samtidigt byggde järnvägsintressenterna i Kalmar Stad Kalmar-Torsås Järnväg (KTsJ) med 891 mm spårvidd för att passa in med smalspårsbanan Kalmar–Berga Järnväg norr om Kalmar. KTsJ öppnades för trafik den 8 augusti 1899. Stationen i Torsås var gemensam för banorna, persontrafikens tidtabeller var anpassade för byten och gods omlastades.
ÖBlJ hade ett grustag i Heljarum utanför Jämjöslätt som visade sig vara bra för bolagets ekonomi. Grus fraktades till Kyrkogården i Karlskrona och var mer än 50% av inkomsterna från gods i början av 1900-talet. Bolaget behövde inte som många andra privata järnvägsbolag ombildas.
Statens Järnvägar (SJ) tog över driften av ÖBlJ den 1 juli 1942 och Svenska staten köpte järnvägen den 1 juli 1943.
När MBlJ breddades till normalspår 1957 fortsatte ÖBlJ att använda smalspåret mellan Gullberna och Karlskrona. Det fanns planer på att även bredda ÖBlJ men de avfördes 1959. Sedan dröjde det bara tills den 30 maj 1965 innan all trafik upphörde på sträckan Karlskrona - Torsås - Bergkvara och spåren revs 1965-66. Samma dag upphörde trafiken på KTsJ mellan Torsås och Kalmar. 

## Rullande material
Två begagnade och två nya tanklok införskaffades inför trafikstarten. De två nya tankloken var från Nydqvist & Holm. 1904 köptes ett tanklok från Nohab och 1912 ytterligare ett tanklok från Atlas. 1916 och 1918 köptes ytterligare begagnade tanklok som blev de sista inköpen av lok vid ÖBlJ. Det fanns tre typer av godsvagnar täckta och öppna med låga eller höga lämmar. 
För persontrafiken infördes Hilding Karlson Y01t som användes mellan Torsås och Bergkvara tills trafiken upphörde. YBo4t (tidigare YCo4t) byggda av Märstaverken i Eksjö 1949-1951 infördes av SJ. Det fanns också släpvagnar från samma företag. 

## Bibana till Bergkvara
Bergkvara med en hamn hade varit ett alternative under diskussionerna om järnvägens byggande. Intressenterna sökte en koncession för en bana mellan Torsås och Bergkvara som beviljades den 10 mars 1899. ÖBlJ tog över koncession 1901 och den 7 km långa banan öppnades för trafik den 6 maj 1903. I Bergkvara fanns det anslutningar med båt till Mörbylånga på Öland. Byggnadskostnaden var beräknad till 100 000 kr. All trafik upphörde den 30 maj 1965 och spåret revs 1965-1966. 

## Bibana till Gullabo
Gullabo väster om Torsås ville ha järnväg till hamnen i Bergkvara. En koncession beviljades 1910 för sträckan mellan Torsås och Vissefjärda vid normalspåriga Karlskrona-Växjö Järnväg (CWJ) men det gick inte att finansiera utan planerna begränsades till sträckan Torsås-Gullabo. Banan stakades 1915 och den 16 km långa bibanan öppnades för trafik den 15 september 1917. Den var kostnadsberäknad till 392 000 kr men kom att kosta 669 342 kr beroende på dyrare material under första världskriget. Passagerartrafiken Torsås-Gullabo upphörde 1940. Godstrafiken Torsås-Gullabo upphörde 1950 och spåret revs samma år.

## Tågfärja till Öland
Från 1953 när sockerbruket i Karlshamn lades ner transporterades sockerbetor från östra Blekinge med lastbil till Bergkvara. Betorna lastades på normalspåriga godsvagnar som gick med tågfärjan S/S Betula till sockerbruket i Mörbylånga på Öland. I Bergkvara fanns ett kort normalspår mellan omlastningsplatsen och tågfärjan. En lokomotor med spårvidden 1435 mm följde med färjan. Sockerbetstransporterna och färjetrafiken slutade efter 1958 års betsäsong. 

## Modern tid
Närmast Karlskrona har Amiralens köpcentrum byggts över banvallen. De delar av banvallen som inte är överbyggd av E22 är mindre vägar eller det finns spår i naturen. Ett antal stationshus är privatbostäder. En liten spårstump ligger kvar strax innan Fågelmara.[källa behövs]

## Källhänvisningar
1. 1 2 3 4 5 6 7 8  Historiskt om Svenska Järnvägar Östra Blekinge Järnväg
2. 1 2 3 4 5 6  Östra Blekinge Järnväg historia Östra Blekinge Hembygdsförening
3. ↑  Lantmäteriet Historiska kartor - Östra Blekinge Järnväg Blekinge län
4. ↑  Lantmäteriet Historiska kartor - Östra Blekinge Järnväg Kalmar län
5. ↑  Lantmäteriet Historiska kartor - Bergkvara
6. ↑  Lantmäteriet Historiska kartor - Gullabo
7. ↑  Historiskt om Svenska Järnvägar Driftplatsregister Arkiverad 19 augusti 2007 hämtat från the Wayback Machine.
8. ↑  BANVAKT.se
9. ↑  PG:s world Karlskrona Stads Spårvägar
10. ↑  Nordisk familjebok 1922 Östra Blekinge Järnväg
11. ↑  Järnvägshistoriskt Forum Treskenigt spåravsnitt Gullberna-Karlskrona? 15 augusti 2011
12. ↑  ”Gamla Postvagnen Sv: YBo4t - två rälsbussar till 2003-07-19”. Arkiverad från originalet den 4 mars 2016. https://web.archive.org/web/20160304104642/http://www.tydal.nu/postvagnen/254499.htm. Läst 29 januari 2012.
13. ↑  ”Gamla Postvagnen Diverse svar på frågor i tråden nedan 2002-01-06”. Arkiverad från originalet den 6 december 2014. https://web.archive.org/web/20141206054507/http://www.tydal.nu/postvagnen/92749.htm. Läst 29 januari 2012.
14. ↑  ”Gamla Postvagnen Sv: Varför normalspårsvagnar i Bergkvara? 2003-04-04”. Arkiverad från originalet den 6 december 2014. https://web.archive.org/web/20141206054957/http://www.tydal.nu/postvagnen/223275.htm. Läst 29 januari 2012.
15. ↑  ”Fakta om Fartyg S/S PERCH ROCK”. Arkiverad från originalet den 1 augusti 2012. https://archive.is/20120801175616/http://www.faktaomfartyg.nu/perch_rock_1929.htm.